# Обсада на Филипи
Обсадата на Филипи в 473 година е опит на остготите да завладеят римския град Филипи. Нападението е успешно отблъснато от местната римска милиция.

## Предистория
В 471 година императорът на Източната римска империя Лъв I Тракиец заповядва убийството на алана Аспар, маагистър милитум и силната фигура в Империята. Това води до бунт на водача на остготите в Тракия Теодорих Страбон, който започва военни действия в Тракия. Част от остготската армия, начело с Теодорих, атакува Аркадиопол, а част обсажда Филипи.

## Обсада
Остготите обсаждат Филипи, но се оказва, че стените му освен изключително красиви са и изключително здрави. Местният гарнизон успява да отблъсне всички атаки на готите. Готите успяват да опожарят единствено Базиликата извън стените, разположена на реката, където в I век проповядвал апостол Павел.
Претърпял неуспех и под Аркадиопол, Теодорих сключва мир с император Лъв.